# Ле-Пюжоль
Ле-Пюжо́ль (фр. Les Pujols) — коммуна во Франции, находится в регионе Юг — Пиренеи. Департамент коммуны — Арьеж. Входит в состав кантона Восточный Памье. Округ коммуны — Памье.
Код INSEE коммуны — 09238.

## Население
Население коммуны на 2008 год составляло 656 человек.
| 1962 | 1968 | 1975 | 1982 | 1990 | 1999 | 2008 |
| ---- | ---- | ---- | ---- | ---- | ---- | ---- |
| 385  | 387  | 375  | 417  | 470  | 521  | 656  |

## Экономика
В 2007 году среди 406 человек в трудоспособном возрасте (15—64 лет) 291 были экономически активными, 115 — неактивными (показатель активности — 71,7 %, в 1999 году было 69,7 %). Из 291 активных работали 271 человек (149 мужчин и 122 женщины), безработных было 20 (12 мужчин и 8 женщин). Среди 115 неактивных 29 человек были учениками или студентами, 40 — пенсионерами, 46 были неактивными по другим причинам.

## Уроженцы
- Патрик Пелата (род. 1955) — генеральный директор Renault.

## Фотогалерея

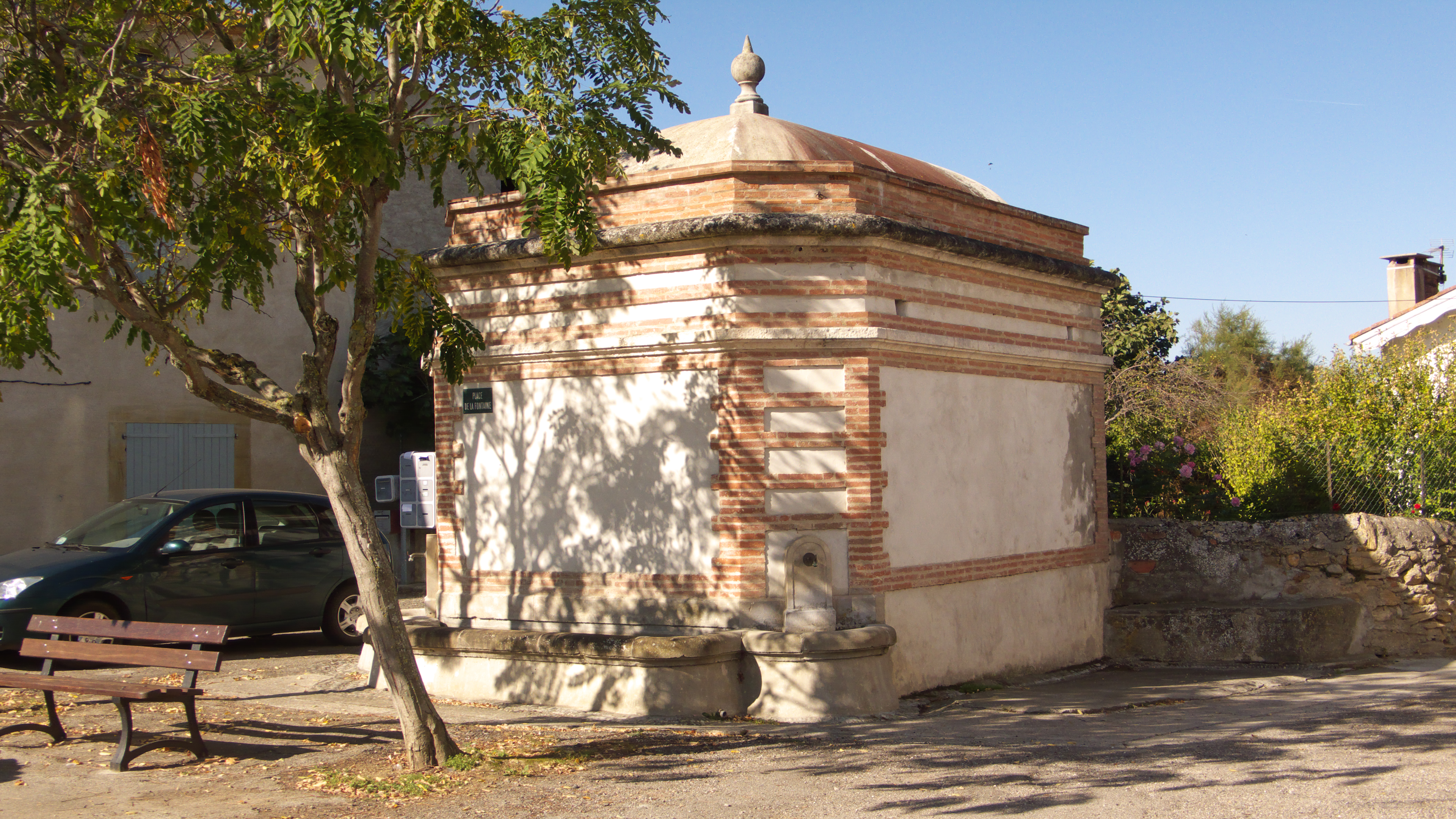
Фонтан, построенный в 1893 году по проекту архитектора Эмиля Соре
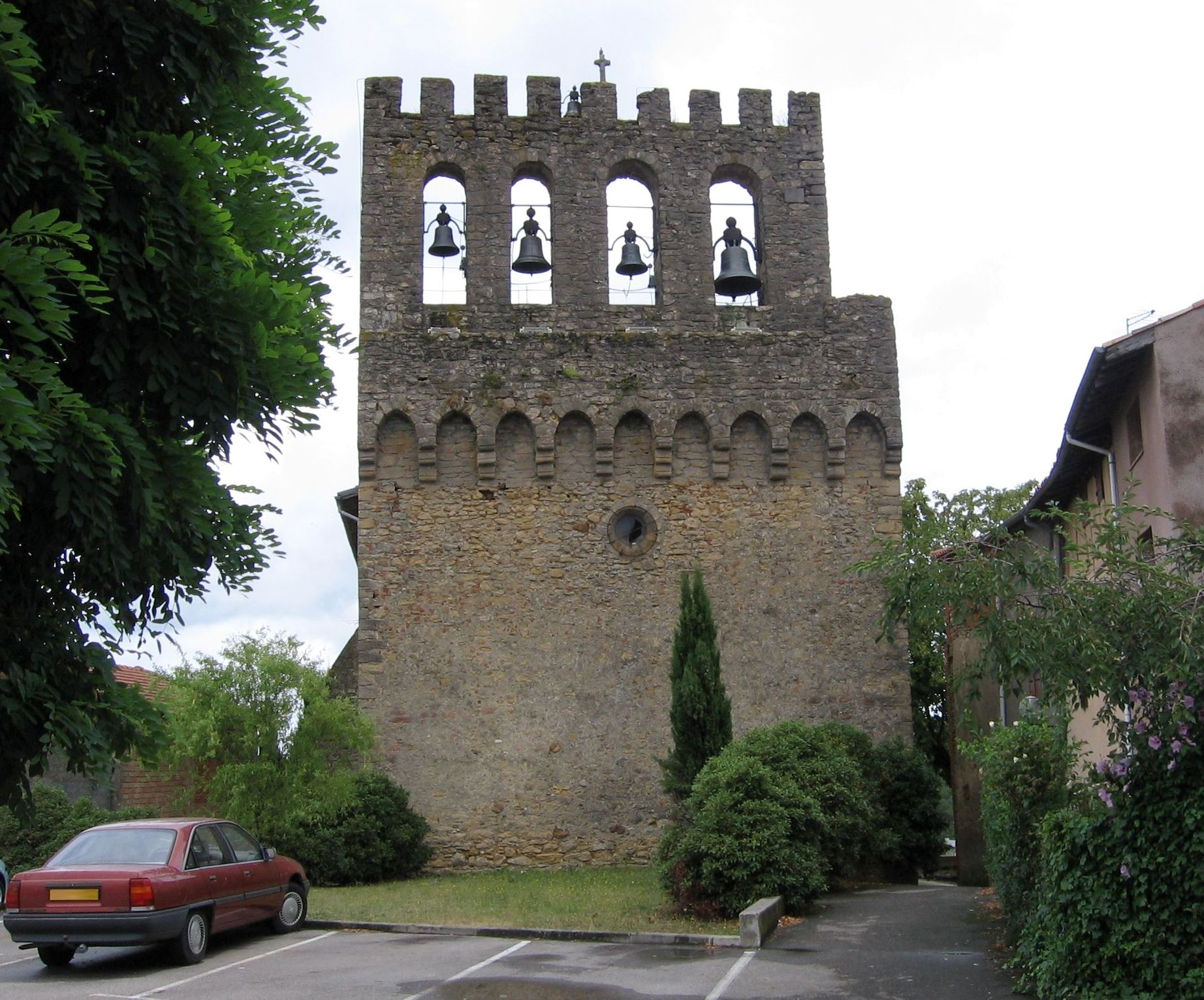
Колокольня церкви Сен-Блез